# TimeNeverWaster/EditCounterOptIn.js
Unterseite für die Statistiken aus xtools